# Naruto: Shippuden (sezonul 20)
Naruto: Shippuden – Sezonul 20: Tsukuyomi Infinit: Invocarea (2015-2016)
Episoadele din sezonul douăzeci al seriei anime Naruto: Shippuden se bazează pe partea a doua a seriei manga Naruto de Masashi Kishimoto. Sezonul douăzeci din Naruto: Shippuden, serie de anime, este regizat de Hayato Date și produs de Studioul Pierrot și TV Tokyo și a început să fie difuzat pe data de 28 mai 2015 la TV Tokyo și s-a încheiat la data de 13 octombrie 2016.
Episoadele din sezonul douăzeci al seriei anime Naruto: Shippuden fac referire la lupta lui Might Guy cu Madara Uchiha, Naruto Uzumaki și Sasuke Uchiha întâlnindu-se cu Eremitul al celor Șase Căi, activarea Tsukuyomi infinit și lupta împotriva lui Kaguya Otsutsuki. Există, de asemenea, un arc lateral care gravitează în jurul vieții lui Itachi Uchiha în Satul Frunzei și primele sale zile în Akatsuki.

## Lista episoadelor
| Nr. Ep. Original | Nr. Ep. Serie | Nr. Ep. Sezon | Titlu                                        | Apariție           |
| ---------------- | ------------- | ------------- | -------------------------------------------- | ------------------ |
| 634              | 414           | 1             | Pe muchia morții                             | 28 mai 2015        |
| 635              | 415           | 2             | Cei doi mangekyo                             | 4 iunie 2015       |
| 636              | 416           | 3             | Formarea Echipei Minato                      | 11 iunie 2015      |
| 637              | 417           | 4             | Tu-mi vei acoperi spatele                    | 25 iunie 2015      |
| 638              | 418           | 5             | Bestia albastră vs. Madara al celor șase căi | 2 iulie 2015       |
| 639              | 419           | 6             | Tinerețea tatei                              | 9 iulie 2015       |
| 640              | 420           | 7             | Formația celor opt porți                     | 23 iulie 2015      |
| 641              | 421           | 8             | Eremitul a celor șase căi                    | 30 iulie 2015      |
| 642              | 422           | 9             | Moștenitorii                                 | 6 august 2015      |
| 643              | 423           | 10            | Rivalul lui Naruto                           | 6 august 2015      |
| 644              | 424           | 11            | Pentru a se ridica                           | 13 august 2015     |
| 645              | 425           | 12            | Visul infinit                                | 20 august 2015     |
| 646              | 426           | 13            | Tsukuyomi infinit                            | 27 august 2015     |
| 647              | 427           | 14            | Lumea viselor                                | 3 septembrie 2015  |
| 648              | 428           | 15            | Locul de care aparține Tenten                | 3 septembrie 2015  |
| 649              | 429           | 16            | Killer Bee Rappuden - Partea 1               | 10 septembrie 2015 |
| 650              | 430           | 17            | Killer Bee Rappuden - Partea 2               | 17 septembrie 2015 |
| 651              | 431           | 18            | Pentru a vedea acel zâmbet, încă o dată      | 24 septembrie 2015 |
| 652              | 432           | 19            | Un ninja ratat                               | 1 octombrie 2015   |
| 653              | 433           | 20            | Misiunea de căutare                          | 8 octombrie 2015   |
| 654              | 434           | 21            | Echipa Jiraiya                               | 15 octombrie 2015  |
| 655              | 435           | 22            | Ordin sau prioritate                         | 22 octombrie 2015  |
| 656              | 436           | 23            | Omul cu mască                                | 5 noiembrie 2015   |
| 657              | 437           | 24            | Puterea sigilată                             | 12 noiembrie 2015  |
| 658              | 438           | 25            | Regulile sau camarazii                       | 19 noiembrie 2015  |
| 659              | 439           | 26            | Copilul profeției                            | 26 noiembrie 2015  |
| 660              | 440           | 27            | Pasărea din colivie                          | 3 decembrie 2015   |
| 661              | 441           | 28            | Reîntoarcerea acasă                          | 10 decembrie 2015  |
| 662              | 442           | 29            | Calea comună                                 | 17 decembrie 2015  |
| 663              | 443           | 30            | Diferența de putere                          | 24 decembrie 2015  |
| 664              | 444           | 31            | Dezertorul Satului Frunzei                   | 14 ianuarie 2016   |
| 665              | 445           | 32            | Urmăritorii                                  | 21 ianuarie 2016   |
| 666              | 446           | 33            | Coliziune                                    | 28 ianuarie 2016   |
| 667              | 447           | 34            | O altă lună                                  | 4 februarie 2016   |
| 668              | 448           | 35            | Camarad                                      | 11 februarie 2016  |
| 669              | 449           | 36            | Uniunea shinobilor                           | 18 februarie 2016  |
| 670              | 450           | 37            | Rival                                        | 25 februarie 2016  |
| 671              | 451           | 38            | Naștere și moarte                            | 3 martie 2016      |
| 672              | 452           | 39            | Geniul                                       | 10 martie 2016     |
| 673              | 453           | 40            | Durerea vieții                               | 17 martie 2016     |
| 674              | 454           | 41            | Cererea lui Shisui                           | 24 martie 2016     |
| 675              | 455           | 42            | La lumina lunii                              | 7 aprilie 2016     |
| 676              | 456           | 43            | Întunericul din Akatsuki                     | 14 aprilie 2016    |
| 677              | 457           | 44            | Partener                                     | 21 aprilie 2016    |
| 678              | 458           | 45            | Adevăr                                       | 28 aprilie 2016    |
| 679              | 459           | 46            | Femeia începutului                           | 5 mai 2016         |
| 680              | 460           | 47            | Kaguya Otsutsuki                             | 12 mai 2016        |
| 681              | 461           | 48            | Hagoromo și Hamura                           | 19 mai 2016        |
| 682              | 462           | 49            | Un trecut fals                               | 26 mai 2016        |
| 683              | 463           | 50            | Numărul 1 cel mai imprevizibil ninja         | 2 iunie 2016       |
| 684              | 464           | 51            | Ninshu: Crezul ninja                         | 9 iunie 2016       |
| 685              | 465           | 52            | Ashura și Indra                              | 16 iunie 2016      |
| 686              | 466           | 53            | O călătorie tumultoasă                       | 30 iunie 2016      |
| 687              | 467           | 54            | Decizia lui Ashura                           | 7 iulie 2016       |
| 688              | 468           | 55            | Succesorul                                   | 21 iulie 2016      |
| 689              | 469           | 56            | O misiune specială                           | 28 iulie 2016      |
| 690              | 470           | 57            | Gânduri conectate                            | 4 august 2016      |
| 691              | 471           | 58            | Împreună...întotdeauna                       | 11 august 2016     |
| 692              | 472           | 59            | Ai face bine...                              | 18 august 2016     |
| 693              | 473           | 60            | Reînvierea sharinganului                     | 25 august 2016     |
| 694              | 474           | 61            | Felicitări                                   | 1 septembrie 2016  |
| 695              | 475           | 62            | Valea sfârșitului                            | 8 septembrie 2016  |
| 696              | 476           | 63            | Lupta finală                                 | 29 septembrie 2016 |
| 697              | 477           | 64            | Naruto și Sasuke                             | 29 septembrie 2016 |
| 698              | 478           | 65            | Semnul împăcării                             | 6 octombrie 2016   |
| 699              | 479           | 66            | Naruto Uzumaki!                              | 13 octombrie 2016  |